# Haematotropis octocentra
Haematotropis octocentra är en mångfotingart som först beskrevs av Henri W. Brölemann 1905.  Haematotropis octocentra ingår i släktet Haematotropis och familjen Aphelidesmidae. Inga underarter finns listade i Catalogue of Life.